# Götz Olaf Rausch
Götz Olaf Rausch (30 de junio de 1921-30 de septiembre de 1992) fue un actor y director teatral alemán.

## Biografía
Nacido en Berlín, Alemania, finalizados sus estudios de secundaria y su servicio militar, comenzó en 1945 su carrera como actor en el Theater der Jugend de Múnich. Más adelante también fue actor en teatros como el Bayerische Landesbühne, el Junge Theater, el Neue Theater, el Theater am Brunnenhof y el Theater Die Spieler.
Entre 1947 y 1950 fue miembro de la compañía del Schauspielhaus de Bochum, haciendo también actuaciones en el Teatro de Bielefeld, el Teatro de Dortmund y el Festival de Schloss Burg. Desde 1956 a 1958 fue director en el Stadttheater de Tréveris, y entre 1958 y 1960 primer director del Schlosstheater Celle. A partir de su último compromiso en el Komödie de Basilea en la temporada 1961/1962, trabajó como artista independiente. Rausch hizo actuaciones especiales en numerosos teatros, como ocurrió en 1979 en el Schaubühne am Lehniner Platz. 
A partir de 1960 actuó en múltiples producciones televisivas y radiofónicas, especialmente en series, entre ellas varios episodios de Tatort. 
Götz Olaf Rausch falleció en Bad Kissingen, Alemania, en 1992, a causa de un accidente cerebrovascular. Había estado casado con la actriz Anneliese Wertsch.

## Filmografía (selección)
- 1962 : Der kleine Lord (telefilm)
- 1963 : Die Legende vom heiligen Trinker (telefilm)
- 1963 : Robinson soll nicht sterben (telefilm)
- 1964 : Das Martyrium des Peter O'Hey (telefilm)
- 1964 : Der Trojanische Krieg findet nicht statt (telefilm)
- 1965 : Judith (telefilm)
- 1965 : Nemo taucht auf (telefilm)
- 1966 : Üb immer Treu nach Möglichkeit (serie TV)
- 1966 : Der Zauberer Gottes (telefilm)
- 1967 : Pechvogel (telefilm)
- 1967 : Das Kriminalmuseum (serie TV), episodio Die Telefonnummer
- 1968 : Altaich (telefilm)
- 1971 : Otto, der Klavierstimmer (serie TV)
- 1972 : Land (telefilm)
- 1972 : Geheimagenten (telefilm)
- 1972 : Scheidung auf musikalisch (telefilm)
- 1972 : Mein Bruder – Der Herr Dokter Berger (serie TV)
- 1975 : Tadellöser & Wolff (miniserie TV)
- 1976 : Tatort (serie TV), episodio Transit ins Jenseits
- 1977 : Die seltsamen Abenteuer des Herman van Veen (serie TV)
- 1978 : Jauche und Levkojen (serie TV)
- 1978 : Tatort (serie TV), episodio Sterne für den Orient
- 1979 : 1+1=3
- 1979 : Die Magermilchbande (serie TV)
- 1979 : Ein Kapitel für sich (miniserie TV)
- 1979 : Tatort (serie TV), episodio Gefährliche Träume
- 1980 : Nirgendwo ist Poenichen (serie TV)
- 1983 : Polizeiinspektion 1 (serie TV), episodio Die Fortuna-Verkehrs-GmbH
- 1983 : Monaco Franze – Der ewige Stenz (serie TV), episodio 8
- 1987 : Der elegante Hund (serie TV)
- 1989 : Josef Filser (serie TV)